# Inbeddingstelling van Nash
De inbeddingstelling van Nash (ook wel de inbeddingsstellingen van Nash; vernoemd naar John Forbes Nash), stelt dat  elke Riemann-variëteit isometrisch kan worden ingebed in een willekeurige Euclidische ruimte.
Isometrisch betekent dat de lengte van elk pad bewaard blijft. Het buigen zonder uitrekken of het scheuren van een papieren blad geeft bijvoorbeeld een isometrische inbedding van dit blad in de Euclidische ruimte, omdat krommen die op dit papieren blad zijn getekend, wanneer dit blad wordt gebogen, dezelfde booglengte behouden.